# ヴァン・ビューレンの戦い
ヴァン・ビューレンの戦い（英: Battle of Van Buren）は、南北戦争の1862年12月28日に、アーカンソー州クロウフォード郡で起きた戦闘である。北軍はこの戦闘に勝利してアーカンソー州北西部を確保することができた。

## 背景と戦略
1862年12月7日のプレーリーグローブの戦い後、勝ちに乗る北軍のジェイムズ・G・ブラントとフランシス・J・ヘロン両将軍は、南軍トマス・ハインドマン少将のトランス・ミシシッピ軍第1軍団を追跡し、ボストン山地を越えて、アーカンザス川の港市クロウフォード郡ヴァン・ビューレンに向かった。

## 戦闘までの動き
プレーリーグローブの戦い後、トマス・ハインドマン少将の南軍は暗闇に紛れてヴァン・ビューレン方向に後退した。ヴァン・ビューレンには12月10日に到着したが、士気が落ち、疲れ切り、ボロボロの状態だった。ハインドマンは即座に部隊の再編成を始めた。アーカンソー州北西部で、ジョン・マーマデューク准将の指揮する騎兵師団を食べさせて行くのが不可能だと分かり、マーマデュークにはヴァン・ビューレンから100マイル (160 km) 下流のルイスバーグに部隊を移すよう命じた。こうしてハインドマン隊はその勢力を落とし、脱走や病兵の驚くべき増加で日々戦力を減らし続けた。病気はプレーリーグローブから後退する間に兵士達が経験した前例のないような厳しさによって起こっていた。ハインドマンは、アーカンザス川の北岸に主力部隊を留めておくのは得策ではないと判断し、南岸に移してその大半はフォートスミスの近くで宿営に入らせた。フェイガン旅団の歩兵1個連隊とヘンリー・クレイ・ウェスト大尉率いるアーカンソー砲兵隊の一部とがヴァン・ビューレンに留まり、R・P・クランプ中佐の騎兵1個連隊をヴァン・ビューレンの北9マイル (14 km) のドリッピング・スプリングスに張り付けさせた。クランプの部隊はオリバーの19マイル (31 km) 北、その他北西部に向かう道路全ての相当する点で哨戒線を張るよう指示を受けた。
12月28日午前10時、クランプ中佐が伝令を通じて、北軍が騎兵、歩兵、砲兵の大きな軍隊となり、コーブ・クリーク沿いを前進してきていると報告した。その数分後、フォートスミスから15マイル (24 km) のチョクトー族領土スカリービルにいたクーパー准将が、伝令を使い、その前日にフィリップス大佐の指揮する3ないし４個連隊の北軍騎兵隊が砲兵を伴ってフォートギブソンで川を渡って南岸に移ったと報告した。その直後、ヴァン・ビューレンの下流35マイル (56 km)、アーカンザス川の北岸、ファイエットビルからオザークとクラークスビルに向かう道路をカバーするボーランドに駐屯していた騎兵隊分遣隊から電報で情報が入り、北軍騎兵の1個連隊がその地点から20マイル (32 km) に入り、南に動いていると伝えてきた。フェイガン将軍の旅団がヴァン・ビューレンの下流25マイル (40 km) を行軍していた。フロスト大佐の部隊はヴァン・ビューレンの下流10マイル (16 km) にあり、勢力1,000名に満たないシェイバー大佐の旅団と砲兵1個大隊は、ヴァン・ビューレンの下流2マイル (3.2 km) に宿営していた。
クーパー准将は南の補給所まで後退を命じられ、そこから一番近いのがカナディアン川沿いジョンソンの駅であり、フォートスミスからは約90マイル (140 km) にあった。シェイバーの旅団は武装し、ヴァン・ビューレンの対岸を前進した。フロスト隊はシェイバー隊がいた位置まで戻るよう命令を受け、ヴァン・ビューレンの下流6マイル (10 km) にあるストレインの渡しを保持するために、十分な砲兵と歩兵を派遣された。ヴァン・ビューレンとフォートスミスの公的資産を、ボートと荷車を使いできるだけ速く移動させるよう命令を受けた。同時にハインドマン将軍はルイスバーグのマーマデューク将軍に電報を打ち、北へ動いて、北軍の側面と背面を衝くよう命じた。

## 戦闘
11時５分、ハインドマンが北軍の前進を初めて知らされてからは1時間と5分後、北軍の騎兵と軽装砲兵の部隊がヴァン・ビューレンに入った。この部隊が渡し場に近づくと、シェイバー旅団のウェストの砲兵隊の砲撃で死傷者を出させ、撃退した。そこでは日没近くまで小競り合いが続いたが、北軍の歩兵隊が現れ、重施条砲を擁した砲兵2個大隊が街とその周辺を見下ろす高台から砲撃を始めた。一方、騎兵隊がクランプ大佐の列車を追撃して捕獲した。列車に積まれていたのはケーンヒル（11月28日）で負傷した兵士のための物資だった。また3隻の蒸気船も捕獲した。1隻は’’ノートル’’であり、ヴァン・ビューレンの1マイル (1.6 km) 下流で砂州に座礁していた。他の2隻は’’キーウェスト’’と’’ローズダグラス’’であり、下流に下る命令を受けていたが、不明な理由で南岸のストレインの渡しの対岸で停船していた。これはフロストの分遣隊がその地点に達する時点よりも前のことだった。蒸気船の’’エバ’’と’’アーカンソー’’はまだヴァン・ビューレンよりも上流にあったので、ハインドマンの命令で、積み荷を輸送することが可能だった荷車に移したあとに、燃やされた。
暗闇が訪れた頃、ストレインの渡し近くで、そこに置かれたフロストの分遣隊と、対岸の大口径の大砲を所有する北軍の間で砲撃戦が始まった。それは2時間続いたが、北軍が矛を収めた。

## 戦闘の後
ハインドマンは輸送手段のあったヴァン・ビューレンとフォートスミスから公的資産を全て移した。ハインドマンはヴァン・ビューレンの戦いが始まったときの全勢力は4,000名を超えていなかったと報告した。ヴァン・ビューレンとその近くにいた北軍は7,000名に満たないと考えていた。ハインドマン隊の両側面を移動した北軍の騎兵隊を察知し、部隊を南に移動させ、クラークスビル近くで川を渡り、フェイガン将軍の旅団と合流し、そこに陣を布いた。南軍が1863年夏を通じてフォートスミスを保持する一方で、ハインドマンの後退はアーカンソー州北西部を取ろうとする南軍最期の試みになった。このプレーリーグローブ方面作戦の後、アーカンソー州北西部は事実上無人地帯になった。この地域では騎兵隊による襲撃やゲリラ戦が数年間続き、正式に終戦になった後にまで持ち越した。これ以降、南軍の大きな部隊がこの地域に入ってくることは無かった。